# Dactylopteryx intermedia
Dactylopteryx intermedia es una especie de mantis de la familia Hymenopodidae.

## Distribución geográfica
Se encuentra en Camerún.